# 净峰镇
净峰镇是中国福建省泉州市惠安县下辖的一个镇。得名於本地淨峰山淨峰寺。

## 历史沿革
1958年，置飞跃公社净峰管区。1961年，改为净峰公社。1984年，设净峰乡。1992年，净峰乡改净峰镇。

## 行政区划
净峰镇镇政府驻山前。净峰镇辖21个行政村，分别是：
莲峰村、湖街村、山前村、松村村、杜厝村、城前村、墩北村、上厅村、塘头村、墩中村、墩南村、净北村、东洋村、洋边村、赤土尾村、净南村、前炉村、五群村、坑黄村、厝头村、狮头村。